# Масиэл, Жорже
Жорже Мигель Гонсалвеш Масиэл (порт. Jorge Miguel Gonçalves Maciel); — португальский футбольный тренер. Практически всю карьеру является ассистентом главного тренера в различных командах.  

## Карьера
Тренерскую карьеру начал в 2014 году в клубе «Белененсеш» в качестве ассистента главных тренеров команды — Литу Видигала и, позже, Жорже Симана. В 2017 году вошел в тренерский штаб Мигела Кардозу и был его ассистентом в «Риу Аве», «Нанте» и «Сельте».
В 2019 году Масиэл принял решение начать самостоятельную деятельность, возглавив молодежные команды «Бенфики», однако уже в ноябре вернулся к роли ассистента главного тренера — вошел в тренерский штаб французского «Лилля». В 2023 году снова предпринял попытку начать самостоятельную деятельность, подписав двухлетний контракт с клубом «Валансьен». Впрочем, уже в декабре 2023 года тренер был уволен после двух побед в 18 матчах. 
В 2024 году стал ассистентом в клубе «Олимпик Лион». После того, как 5 марта 2025 года Паулу Фонсека был отстранен от должности сроком на девять месяцев за неспортивное поведение, Жорже Масиэл стал исполняющим обязанности главного тренера клуба, вероятно, до окончания срока дисквалификации Фонсеки.

## Тренерская статистика
| Валансьен           | 5 июля 2023  | 6 декабря 2023  | 18 | 2  | 8 | 8  | 011,11 |
| Олимпик Лион (и.о.) | 6 марта 2025 | настоящее время | 15 | 9  | 1 | 5  | 060,00 |
| Итого               | Итого        | Итого           | 33 | 11 | 9 | 13 | 033,33 |